# Ben F. Wilson
Pour les articles homonymes, voir Wilson et Ben Wilson.
Ben F. Wilson est un acteur, réalisateur, producteur et scénariste américain né le 7 juillet 1876 à Corning, New York (États-Unis) et mort le 25 août 1930 à Glendale (Californie).

## Biographie

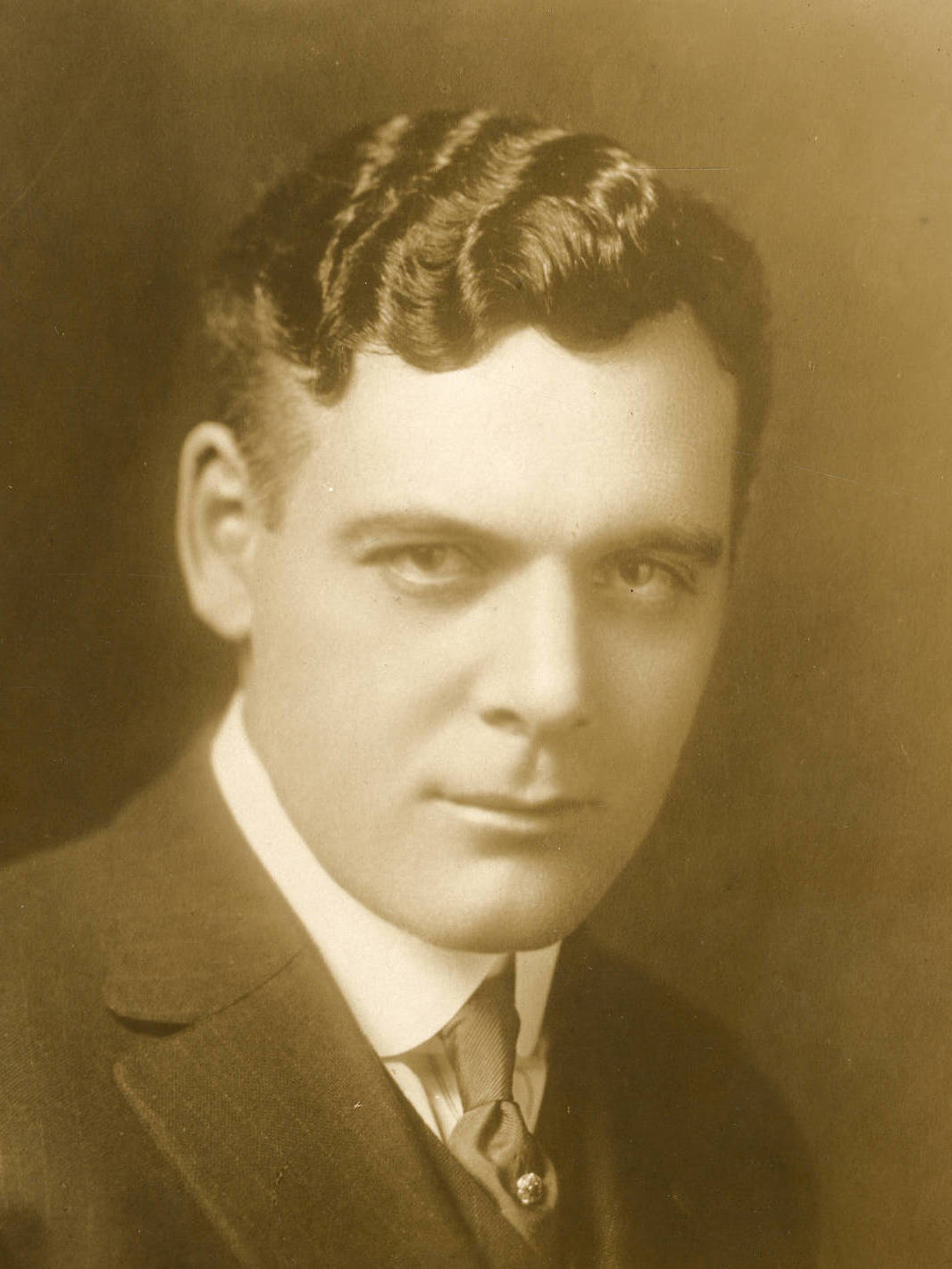
1915

## Filmographie

### Comme acteur
- 1911 : Silver Threads Among the Gold
- 1911 : The Star-Spangled Banner
- 1911 : The Battle of Bunker Hill
- 1912 : To Save Her Brother
- 1912 : For the Cause of the South
- 1912 : The Passing of J.B. Randall and Company : J.B. Randall
- 1912 : At the Point of the Sword
- 1912 : The House with the Tall Porch
- 1912 : The Lighthouse Keeper's Daughter
- 1912 : The Spanish Cavalier
- 1912 : Treasure Island
- 1912 : The Girl at the Key
- 1912 : The Close of the American Revolution
- 1912 : For Valour
- 1912 : The Necklace of Crushed Rose Leaves
- 1912 : What Happened to Mary?
- 1912 : The Relief of Lucknow
- 1912 : In His Father's Steps
- 1912 : Believe Me, If All Those Endearing Young Charms
- 1912 : 'Ostler Joe : The Stranger
- 1912 : Calumet 'K'
- 1912 : The Charge of the Light Brigade
- 1912 : A Chase Across the Continent
- 1912 : Love Among the Geysers
- 1913 : The Red Man's Burden
- 1913 : The Eldorado Lode
- 1913 : The Lorelei
- 1913 : A Day That Is Dead
- 1913 : The Old Monk's Tale : The Handsome Stranger
- 1913 : In a Japanese Tea Garden
- 1913 : The Priest and the Man
- 1913 : The Well Sick Man
- 1913 : The Twelfth Juror : Harry Baker
- 1913 : Hulda of Holland : Heintz
- 1913 : Groundless Suspicion
- 1913 : How Did It Finish?
- 1913 : All on Account of a Portrait
- 1913 : Who Will Marry Mary?
- 1913 : The Robbers
- 1913 : The Romance of Rowena
- 1913 : His Greatest Victory
- 1913 : The Rightful Heir
- 1913 : A Mutual Understanding
- 1913 : The Ghost of Granleigh
- 1913 : The Awakening of a Man
- 1913 : Saved by the Enemy
- 1913 : For the Honor of the Force
- 1913 : The Stolen Models
- 1913 : In the Shadow of the Mountains
- 1913 : The Doctor's Duty
- 1913 : The Vanishing Cracksman
- 1913 : The Gunmaker of Moscow
- 1913 : A Tudor Princess
- 1913 : The Mystery of the Dover Express
- 1914 : Mother and Wife
- 1914 : Bill's Wife
- 1914 : The Witness to the Will
- 1914 : A Treacherous Rival
- 1914 : An American King
- 1914 : All for His Sake
- 1914 : The Mystery of the Ladder
- 1914 : When the Cartridges Failed
- 1914 : The Brass Bowl
- 1914 : The Mystery of the Silver Snare
- 1914 : Frederick the Great
- 1914 : Her Grandmother's Wedding Dress
- 1914 : His Sob Story
- 1914 : The Mystery of the Amsterdam Diamonds
- 1914 : The Mystery of the Faceless Tints
- 1914 : The Shattered Tree
- 1914 : Her Spanish Cousins
- 1914 : Laddie
- 1914 : While the Tide Was Rising
- 1914 : The Birth of the Star Spangled Banner
- 1914 : Face Value
- 1914 : The Mystery of the Glass Tubes
- 1914 : Let Us Have Peace
- 1914 : The Heritage of Hamilton Cleek
- 1914 : The Shoemaker's Eleventh
- 1914 : Slow But Sure
- 1914 : The Mystery of the Sea View Hotel
- 1914 : Ambition de lui-même
- 1914 : Hounded
- 1915 : A Man's Temptation
- 1915 : Children of Chance
- 1915 : The Girl and the Spy
- 1915 : The Phantom Warning
- 1915 : Adventures of a Seagoing Hack
- 1915 : The Mystery of the Man Who Slept
- 1915 : Six to Nine
- 1915 : The Rider of Silhouette
- 1915 : Six Months to Live
- 1915 : A Lesson from the Far East
- 1915 : In the Clutch of the Emperor
- 1915 : The Affair of the Terrace
- 1915 : The Ladder of Fortune
- 1915 : A Shot in the Dark
- 1915 : Rene Haggard Journeys On
- 1915 : A Fireside Realization
- 1915 : The Trail of the Upper Yukon
- 1915 : The Force of Example
- 1915 : The Valley of Silent Men
- 1915 : The Last Act
- 1915 : The Fortification Plans
- 1915 : Souls in Pawn
- 1915 : A Happy Pair
- 1915 : Jealousy, What Art Thou?
- 1915 : The Proof
- 1915 : A Seashore Romeo
- 1915 : Sh! Don't Wake the Baby
- 1915 : The House with the Drawn Shades
- 1915 : The Springtime of the Spirit
- 1915 : The Parson of Pine Mountain
- 1915 : The Mystery of the Locked Room
- 1915 : Juror Number Seven
- 1915 : The Bachelor's Christmas
- 1916 : In the Heart of New York
- 1916 : Shattered Nerves
- 1916 : In His Own Trap
- 1916 : One Who Passed by
- 1916 : Borrowed Plumes
- 1916 : Saved by a Song
- 1916 : His Brother's Pal
- 1916 : A Social Outcast
- 1916 : The Still Voice de lui-même
- 1916 : His World of Darkness
- 1916 : Their Anniversary
- 1916 : A Wife at Bay
- 1916 : Harmony in A Flat
- 1916 : A Gentle Volunteer
- 1916 : The Cad : Billy Garrick
- 1916 : The Code of His Ancestors
- 1916 : The Sheriff of Pine Mountain
- 1916 : The Finer Metal
- 1916 : The Fool
- 1916 : The Head of the Family
- 1916 : Her Husband's Honor
- 1916 : The Circular Room
- 1916 : A Lucky Gold Piece
- 1916 : Aschenbrödel
- 1916 : Beyond the Trail
- 1916 : The Laugh of Scorn
- 1916 : The Broken Spur
- 1916 : Idle Wives : Undetermined Role
- 1916 : Society's Hypocrites
- 1916 : Honor Thy Country
- 1916 : The Thread of Life
- 1916 : The Mainspring de Jack Conway : Lawrence Ashmore / Larry Craven
- 1917 : The Prodigal Widow
- 1917 : A Wife's Folly
- 1917 : The Voice on the Wire
- 1917 : Even As You and I : Carrillo
- 1917 : The Spindle of Life : 'Alphabet' Carter
- 1917 : The Mystery Ship : Miles Gaston
- 1918 : Let's Fight
- 1918 : The Beautiful Liar
- 1919 : When a Woman Strikes de Roy Clements
- 1919 : Them Eyes
- 1919 : Castles in the Air : Eddie Lintner
- 1919 : The Blue Bonnet : Jairus Drake
- 1919 : Bill's Hat
- 1919 : Bill's Finish
- 1919 : The Trail of the Octopus : Carter Holmes
- 1919 : Bill's Atonement
- 1919 : Bill's Anniversary
- 1919 : Tailor Maid
- 1920 : The Screaming Shadow : John Rand
- 1920 : The Branded Four : A.B.C. Drake
- 1920 : Bill's Wife
- 1921 : Dangerous Paths : John Emerson
- 1921 : The Mysterious Pearl
- 1922 : Family Affairs
- 1923 : Bangin' Around
- 1924 : Notch Number One
- 1924 : The Desert Hawk : Hollister
- 1924 : His Majesty the Outlaw : King Carson
- 1925 : Vic Dyson Pays : 'Mad' Vic Dyson
- 1925 : Sand Blind : Dick
- 1925 : Renegade Holmes, M.D. : Renegade Holmes, M.D.
- 1925 : A Two-Fisted Sheriff
- 1925 : The Power God : Jim Thorpe
- 1925 : The Fugitive : The Man
- 1925 : The Mystery Box : Jack Harvey
- 1925 : The Man from Lone Mountain
- 1925 : Warrior Gap : Capt. Deane
- 1925 : Tonio, Son of the Sierras : Lt. Richard Harris
- 1925 : A Daughter of the Sioux : John Field
- 1926 : Sheriff's Girl
- 1926 : Fort Frayne : Captain Malcolm Teale
- 1926 : Rainbow Riley : Captain Jones
- 1926 : Officer 444 : Officer 444
- 1926 : The Baited Trap : Jim Banning
- 1926 : Wolves of the Desert
- 1926 : West of the Law : John Adams
- 1927 : The Mystery Brand
- 1927 : A Yellow Streak
- 1927 : Riders of the West
- 1927 : The Range Riders : Sra. Shannon
- 1929 : Girls Who Dare : Robert Randolf
- 1929 : China Slaver : Sam Warren
- 1930 : Shadow Ranch : Tex

### Comme réalisateur
- 1912 : A Shot in the Dark
- 1914 : Mother and Wife
- 1914 : When the Cartridges Failed
- 1914 : The Brass Bowl
- 1914 : The Shattered Tree
- 1914 : While the Tide Was Rising
- 1914 : The Mystery of the Glass Tubes
- 1914 : Let Us Have Peace
- 1914 : The Heritage of Hamilton Cleek
- 1914 : The Shoemaker's Eleventh
- 1914 : Slow But Sure
- 1914 : The Mystery of the Sea View Hotel
- 1914 : Ambition
- 1915 : A Man's Temptation
- 1915 : Children of Chance
- 1915 : The Girl and the Spy
- 1915 : The Phantom Warning
- 1915 : Adventures of a Seagoing Hack
- 1915 : The Mystery of the Man Who Slept
- 1915 : Six to Nine
- 1915 : Six Months to Live
- 1915 : In the Clutch of the Emperor
- 1915 : A Shot in the Dark
- 1915 : Rene Haggard Journeys On
- 1915 : A Fireside Realization
- 1915 : The Force of Example
- 1915 : The Last Act
- 1915 : The Fortification Plans
- 1915 : Souls in Pawn
- 1915 : A Happy Pair
- 1915 : Jealousy, What Art Thou?
- 1915 : The Proof
- 1915 : A Seashore Romeo
- 1915 : Sh! Don't Wake the Baby
- 1915 : The House with the Drawn Shades
- 1915 : The Springtime of the Spirit
- 1915 : The Parson of Pine Mountain
- 1915 : The Mystery of the Locked Room
- 1915 : Juror Number Seven
- 1915 : The Bachelor's Christmas
- 1916 : In the Heart of New York
- 1916 : Shattered Nerves
- 1916 : In His Own Trap
- 1916 : One Who Passed by
- 1916 : Borrowed Plumes
- 1916 : Saved by a Song
- 1916 : His Brother's Pal
- 1916 : A Social Outcast
- 1916 : The Still Voice
- 1916 : His World of Darkness
- 1916 : Their Anniversary
- 1916 : A Wife at Bay
- 1916 : A Gentle Volunteer
- 1916 : The Cad
- 1916 : The Sheriff of Pine Mountain
- 1916 : The Fool
- 1916 : The Head of the Family
- 1916 : Her Husband's Honor
- 1916 : The Circular Room
- 1916 : A Lucky Gold Piece
- 1916 : Aschenbrödel
- 1916 : Beyond the Trail
- 1916 : The Castle of Despair
- 1916 : The Laugh of Scorn
- 1916 : The Broken Spur
- 1916 : Society's Hypocrites
- 1916 : Honor Thy Country
- 1916 : The Thread of Life
- 1917 : The Prodigal Widow
- 1917 : A Wife's Folly
- 1917 : Somebody Lied
- 1918 : The Brass Bullet
- 1918 : Let's Fight
- 1918 : The Beautiful Liar
- 1919 : Them Eyes
- 1919 : Tailor Maid
- 1920 : The Screaming Shadow
- 1920 : Bill's Wife
- 1921 : The Man from Texas
- 1921 : The Sheriff of Hope Eternal
- 1921 : Hills of Hate
- 1921 : The Broken Spur
- 1921 : The Innocent Cheat
- 1921 : The Mysterious Pearl
- 1922 : Back to Yellow Jacket
- 1922 : The Price of Youth
- 1922 : Chain Lightning
- 1922 : One Eighth Apache
- 1922 : Family Affairs
- 1922 : Money or My Life
- 1922 : He's Bugs on Bugs
- 1923 : Bangin' Around
- 1923 : Mine to Keep
- 1923 : Other Men's Daughters
- 1924 : Notch Number One
- 1924 : Days of '49
- 1925 : Wild Horse Canyon
- 1925 : Romance and Rustlers
- 1925 : Renegade Holmes, M.D.
- 1925 : Scar Hanan
- 1925 : A Two-Fisted Sheriff
- 1925 : The Riding Comet
- 1925 : The Fugitive
- 1925 : White Thunder
- 1925 : The Human Tornado
- 1925 : The Man from Lone Mountain
- 1925 : Tonio, Son of the Sierras
- 1925 : A Daughter of the Sioux
- 1926 : Sheriff's Girl
- 1926 : Hell Hounds of the Plains
- 1926 : Fort Frayne
- 1926 : The Fighting Stallion
- 1926 : Officer 444
- 1926 : Wolves of the Desert
- 1926 : West of the Law
- 1927 : The Mystery Brand
- 1927 : A Yellow Streak
- 1927 : Saddle Jumpers
- 1927 : Riders of the West
- 1927 : Western Courage (en)
- 1927 : The Range Riders
- 1928 : His Last Bullet
- 1928 : The Old Code
- 1929 : The Saddle King
- 1929 : Thundering Thompson
- 1930 : The Voice from the Sky
- 1930 : Crusaders of the West
- 1930 : Red Gold
- 1930 : Branding Fire
- 1930 : The Cowboy Prince

### Comme producteur
- 1918 : The Brass Bullet
- 1920 : Thunderbolt Jack
- 1921 : The Man from Texas
- 1921 : Cyclone Bliss
- 1921 : The Sheriff of Hope Eternal
- 1921 : Devil Dog Dawson
- 1921 : Montana Bill
- 1921 : A Yankee Go-Getter
- 1921 : Hills of Hate
- 1921 : Dangerous Paths
- 1921 : A Motion to Adjourn
- 1921 : The Innocent Cheat
- 1921 : The Mysterious Pearl
- 1922 : Back to Yellow Jacket
- 1922 : The Price of Youth
- 1922 : Desert's Crucible
- 1922 : Chain Lightning
- 1922 : The Marshal of Moneymint
- 1922 : One Eighth Apache
- 1922 : Impulse
- 1922 : Family Affairs
- 1922 : Money or My Life
- 1922 : He's Bugs on Bugs
- 1923 : Spawn of the Desert
- 1923 : Bangin' Around
- 1923 : The Devil's Dooryard
- 1923 : Sun Dog Trails
- 1923 : Mine to Keep
- 1923 : Sting of the Scorpion
- 1923 : Other Men's Daughters
- 1923 : At Devil's Gorge
- 1923 : Battling Bates (en)  de Webster Cullison
- 1923 : Condemned
- 1924 : Notch Number One
- 1924 : Western Feuds
- 1924 : Days of '49
- 1924 : Blasted Hopes d'Arthur Rosson
- 1924 : The Cowboy Prince
- 1924 : Ridin' Mad
- 1924 : The Diamond Bandit
- 1924 : The Desert Hawk
- 1924 : The Lash of Pinto Pete
- 1924 : His Majesty the Outlaw
- 1924 : Come on Cowboys!
- 1924 : Gambling Wives de Dell Henderson
- 1924 : Branded, a Bandit
- 1925 : Wild Horse Canyon
- 1925 : Vic Dyson Pays
- 1925 : The Cactus Cure
- 1925 : Hearts of the West
- 1925 : Scar Hanan
- 1925 : A Two-Fisted Sheriff
- 1925 : The Riding Comet
- 1925 : The Power God
- 1925 : White Thunder
- 1925 : The Mystery Box
- 1926 : Hell Hounds of the Plains
- 1926 : Fort Frayne
- 1926 : The Fighting Stallion
- 1926 : Lash of the Whip
- 1926 : The Baited Trap
- 1926 : Wolves of the Desert
- 1926 : Hi-Jacking Rustlers
- 1926 : He-Man's Country
- 1926 : West of the Law
- 1926 : A Ridin' Gent
- 1927 : Speeding Hoofs
- 1927 : The Mystery Brand
- 1927 : A Yellow Streak
- 1927 : Riders of the West
- 1927 : Western Courage (en)
- 1927 : The Range Riders
- 1930 : The Voice from the Sky
- 1930 : Red Gold

### Comme scénariste
- 1913 : The Twelfth Juror
- 1920 : Bill's Wife
- 1926 : West of the Law